# دوغا

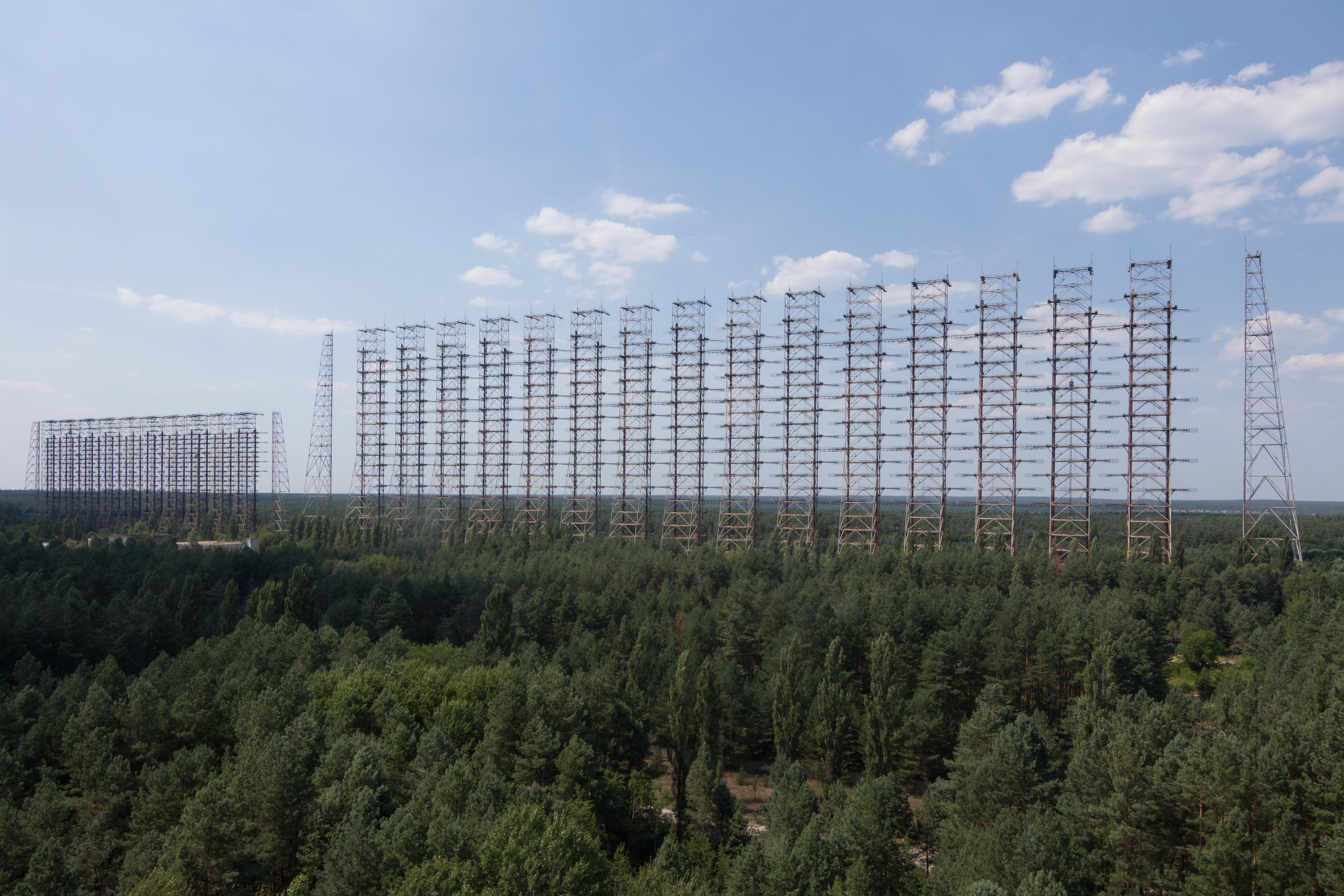
مجموعة رادار دوغا بمننظور بعيد في تشيرنوبيل

دوغا (بالروسية:  Дуга́) هو نظام رادارات ما فوق أفق سوفيتي اُستخدم كجزء من شبكة رادارات الإنذار المبكر الصاروخي السوفيتي. دخل النظام حيز العمل من تموز 1976 وحتى كانون الأول 1989. دخل اثنان من رادارات دوغا قيد التشغيل، أحدهما بالقرب من تشرنوبل وتشيرنوف في جمهورية أوكرانيا الاشتراكية السوفيتية (أوكرانيا اليوم)، والآخر في صربيا الشرقية.
أنظمة دوغا كانت قوية لحد بعيد جداً، فوصلت في بعض الأحيان إلى أكثر من 10 ميغا واط في بعض الأحيان، وتبث في مجموعات من موجات الراديو القصيرة. لقد ظهروا دون سابق إندار، مع صوت نقري حاد توتره 10 هرتز، الأمر الذي دفع مستمعي الموجة القصيرة أن يطلقوا عليه اسماً مستعاراً هو «نقار الخشب الروسي». تسببت النقرات العشوائية في تعطيل البث الرسمي، والعمليات الراديوية الهاوية، واتصالات الطيران التجاري عبر المحيطات، وبث المؤسسة العامة، مما أدى إلى آلاف الشكاوى من العديد من البلدان من مختلف أنحاء العالم. أصبحت الإشارة مصدر إزعاج لدرجة أن بعض أجهزة الاستقبال مثل أجهزة الراديو والتلفزيون الهاوية بدأت بالفعل بضم توتر «نقار خشب أكثر سكوناً» في تصاميم دوائرهم الكهربائية التي تحيط بمركز بثهم في محاولة لمواجهة التدخل.
الإشارة التي لم يُطالب بها أحد كانت مصدراً للكثير من التخمين، وقد فتحت الباب أمام نظريات عديدة مثل محاولة السوفييت التحكم بالعقول واختبارات التحكم بالمناخ. لكن العديد من الخبراء وهواة الراديو أدركوا بسرعة أن إشارة قد تكون ناتجة عن نظام راديو ما فوق الأفق، وذلك بسبب نمط إرسالها المميز. قامت وكالة الاستخبارات العسكرية في حلف الناتو بإعطاء هذا الإرسال اسم تعريفي هو STEEL WORK  أوSTEEL YARD  وفي حين أن مجتمع هواة الراديو كان على علم بهذا النظام، إلا أن هذه النظرية لم تؤكد على الملأ حتى ما بعد سقوط الاتحاد السوفييتي.

## التاريخ

### التكوين
كان السوفييت يعملون على رادار الإنذار المبكر من أجل تعزيز أنظمتهم المضادة للصواريخ البالستية خلال فترة الستينيات، لكن معظم هذه الأنظمة كانت أنظمة خط نظر تفيد فقط في التحليل السريع والاعتراض. لم يكن بين هذه الأنظمة نظاماً يملك القدرة على إعطاء تحذير عن إطلاق صاروخ، خلال ثواني أو دقائق من الإطلاق، الأمر الذي يسمح بإعطاء الوقت الكافي للدفاعات كي تدرس الهجوم وتخطط للرد. في ذلك الوقت، لم تكن شبكة الأقمار الصناعية السوفيتية المختصة بالإنذار المبكر قد تطورت بشكل جيد، وكان هناك شكوك حول قدرتها على العمل في ظروف عدائية تتضمن محاولات الأسلحة المضادة للأقمار الصناعية لإصابتها. لكن رادار ما فوق الأفق القائم في جمهورية أوكرانيا الاشتراكية السوفيتية لم يكن يحوي أياً من تلك المشاكل، وقد بدأ العمل على هذا النظام في أواخر الستينيات ليؤدي دوراً معيناً.
بُني أول نظام اختباري لدوغا في ميكولاف بأوكرانيا، وقد كشف بنجاح عن صواريخ أُطلقت من بايكونور مودروم على بُعد 2500 كيلومتر. تُبع هذا بالنموذج المبدئي لدوغا، والذي بُني في ذات الموقع، وقد كان قادراً على تتبع مسارات الصواريخ في الشرق البعيد والغواصات في المحيط الهادي بينما كانت الصواريخ تحلق نحو نوفايا ريمليا. كِلا هذين النظامين تم توجيههما صوب الشرق، وقد كانا منخفضي الطاقة بشكل مقبول. ولكن مع تأكيد الفكرة، بدأ العمل على نظام العمليات. أنظمة دوغا الجديدة استخدمت مرسل ومستقبل منفصلين عن بعضهما مسافة 60 كيلومتر.

### «نقار الخشب الروسي»
في مرحلة ما من عام 1976، تم الكشف عن إشارات راديو قوية في ذات الوقت على مستوى العالم. أطلق عليها هواة الراديو اسم «نقار الخشب الروسي». تم تقدير قوة الإرسال من بعض مرسلات نقار الخشب بحوالي 10 ميغا واط بشكل مكافئ بالقوة الإشعاعية.
حتى قبل عام 1976، يتذكر هواة الراديو تدخل شبيه بنقار الخشب في الترددات العالية. مع بداية عام 1963 أو قبل، كان هواة الراديو يطلقون على هذه الظاهرة اسم «نقار الخشب الروسي». ما زالت المعلومات ضئيلة كما يبدو حول مستويات الطاقة أو المهمة الروسية، لكنها على الأرجح كانت ملامح ولادة أنظمة دوغا. كانت هناك تكهنات في ذلك الوقت، على الأقل بين هواة الراديو، عن وجود رادار ما فوق الأفق.

### اسم الناتو التعريفي
اسم الناتو التعريفي لأنظمة دوغا-1 هو غالباً ما يكون STEEL YARD. العديد من مواقع الإنترنت والكثير من الصحف تشير إلى دوغا-1 بهذا الاسم. بعض المصادر الأخرى أيضاً تستخدم مصطلح STEEL WORK   (أو STEEL WORKS)، نظراً لوجود احتماله أن يتم تصنيف أي مصادر «رسمية» تستخدم اسم تعريف الناتو لهذا الناتو، فإن تحديد الاسم الحقيقي سيكون صعباً. أول ذكر مفتوح المصدر يشير إلى اسم الناتو التعريفي لهذا النظام، وهو منشور مرجعي مطبوع في الفترة التي كان النظام ما يزال نشطاُ فيها، قد استخدم بشكل واضح مصطلح STEEL WORK.

### الهوية المدنية
حتى منذ بداية صدور التقارير، كان يُشتبه أن الإشارات كانت اختبارات على أنظمة رادار ما فوق الأفق. وقد بقيت هذه الفرضية الأكثر شعبية خلال الحرب الباردة. العديد من النظريات الأخرى كانت تجوب الأفق بطبيعة الحال، من ضمنها كل شيء بدايةً من تشويش عمليات البث الشرقي انتهاءً باتصالات تحت سطح البحر. تم استبعاد نظرية تشويش البث مبكراً حين أظهر المسح الرصدي أن راديو موسكو وباقي المحطات السوفيتية قد تضررت بشكل مكافئ للمحطات الشرقية بسبب تدخل نقار الخشب الروسي.

### تشويش نقار الخشب
لمواجهة هذا التدخل، حاول مشغلو الراديو الهواة تشويش الإشارة عن طريق إرسال إشارات موجة مستمرة غير معدلة متزامنة بنفس معدل النبض مثل الإشارة المعاكسة. وقد أسسوا نادياً يدعى «نادي صيد نقار الخشب الروسي». كان أعضاء النادي الكبار سيضعون «هدف الممارسة الرسمية» في أكواخهم الإذاعية.

### الاختفاء
بدايةً من أواخر الثمانينيات، حتى مع كون هيئة الاتصالات الفيدرالية تنشر دراسات، صارت الإشارات أقل تكراراً. وفي عام 1989، اختفت جميعها. على الرغم أن أسباب الانقطاع النهائي لأنظمة دوغا لم تُنشر للعامة، لكن الظاهر أن تغير التوازن الاستراتيجي مع نهاية الحرب الباردة في أواخر الثمانينيات قد لعب دوراً أساسياً في هذا الأمر. العامل الآخر كان نجاح الأقمار الصناعية الخاصة بالإنذار المبكر لنظام يو إس-كي إس (الأقمار الصناعية القارية الثانية القابلة للتحكم)، والتي بدأت بالخدمة أوائل الثمانينيات، قد تطورت إلى شبكة كاملة خلال هذا الوقت. كان نظام الأقمار الصناعية يعطي تحذيرات أمنية فورية، مباشرة وعالية الدقة، كما أن كل نظام رادار مثبت على الأرض يعتبر عرضة للتشويش، بالإضافة لكون فاعلية أنظمة رادارات ما فوق الأفق هي أيضاً عرضة للظروف الجوية.

### الموقع
رادار دوغا الأصلي كان أول نظام تجريبي. وقد بُني خارج ميناء البحر الميت في ميكالايف في جنوب أوكرانيا، وقام بنجاح بالكشف عن إطلاق صواريخ من بايكونوير كوسمدروموم من على بُعد نحو 2500 كيلومتر. كان بمقدور دوغا تتبع مسارات الصواريخ من الشرق الأقصى ومن الغواصات في المحيط الهادي، بينما كانت الصواريخ تحلق نحو نوفايا زيمليا في القطب الشمالي. أصلحت مجموعة الرادارات عام 2002 بعد أن نشب حريق أدى إلى أضرار جسيمة به. إحداثيات المرسل هي 46 درجة 48 دقيقة 26 ثانية شمالاً 32 درجة 13 دقيقة 12 ثانية شرقاً. إحداثيات المستقبل هي 47 درجة 02 دقيقة 28.33 ثانية شمالاً 32 درجة 11 دقيقة 27.29  ثانية شرقاً.